# Thiara rudis
Thiara rudis е вид охлюв от семейство Thiaridae. Видът не е застрашен от изчезване.

## Разпространение и местообитание
Разпространен е в Индия, Индонезия (Суматра и Ява), Камбоджа, Мианмар, Филипини и Шри Ланка.
Обитава сладководни басейни и потоци.